# كفر تركي
قرية كفر تركي هي إحدى القرى التابعة لمركز العياط في محافظة الجيزة في جمهورية مصر العربية. حسب إحصاءات سنة 2006، بلغ إجمالي السكان في كفر تركي 7768 نسمة، منهم 3934 رجل و3834 امرأة.